# Parque Cretácico
El Parque Cretácico es un parque temático ubicado en la ciudad de Sucre, capital de Bolivia. Sus elementos más característicos son los modelos de dinosaurios del periodo cretácico y el mirador hacia el yacimiento paleontológico Cal Orcko el yacimiento paleontológico más grande del mundo, un farallón de 70 metros de alto y 1 kilómetro de largo, que presenta miles de huellas de dinosaurios del cretácico superior. El parque es uno de los principales atractivos turísticos de la ciudad de Sucre, con un total de casi 157.000 visitantes al año (2023).

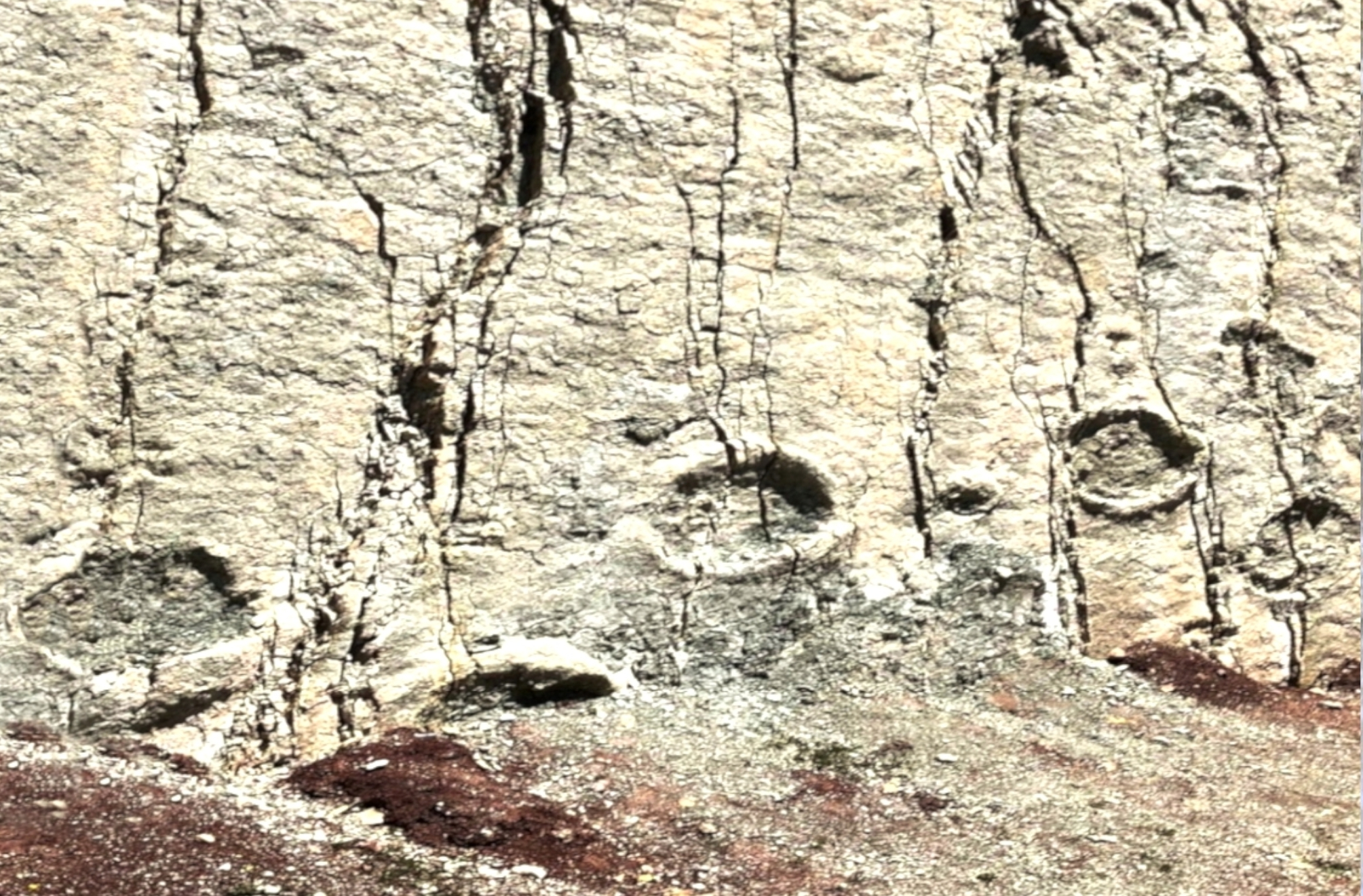
Cerca de huellas de dinosaurios en el acantilado

## Atractivos
El parque brinda un marco didáctico a la visita al farrallón de Cal Orcko, este espacio cuenta con 12.000 pisadas de 294 especies de dinosaurios que habitaron el cretácico superior.
El Parque presenta un espectáculo audiovisual que recrea sonidos de los dinosaurios.
En fosas, entre árboles y en posiciones de acción los modelos a escala natural de los dinosaurios se hallan ubicados en la colina, entre ellos los paseantes pueden circular de manera espontánea o con el apoyo de guías especializados.

## Espacios

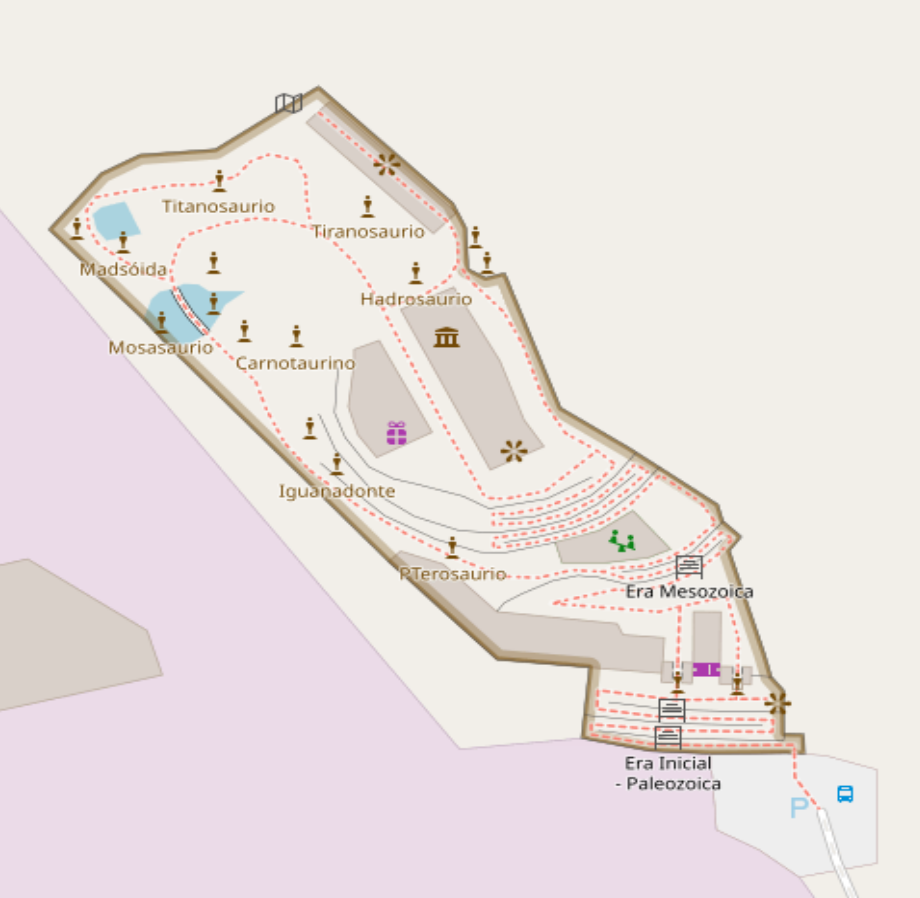
Mapa del Parque Cretácico

### Escalinata del tiempo
El ascenso al parque, ubicado en una colina que sirve de mirador al farallón de Cal Orcko se realiza por escalinatas con paredes Ilustradas con un alínea del tiempo que finaliza en la colina con el Cretácico Superior.

### Modelos
Entre los modelos de saurios encontramos: Pterosaurio, Iguanodonte, Mosasaurio, Carnotaurino,Titanosaurio, Tiranosaurio, Hadrosaurio. Los modelos correspondientes a saurios acuáticos se presentan en fosas como el mosasurio, y otros modelos permiten el tránsito entre sus extremidades como el titanosaurio, entre cuyas patas discurre el sendero del parque.

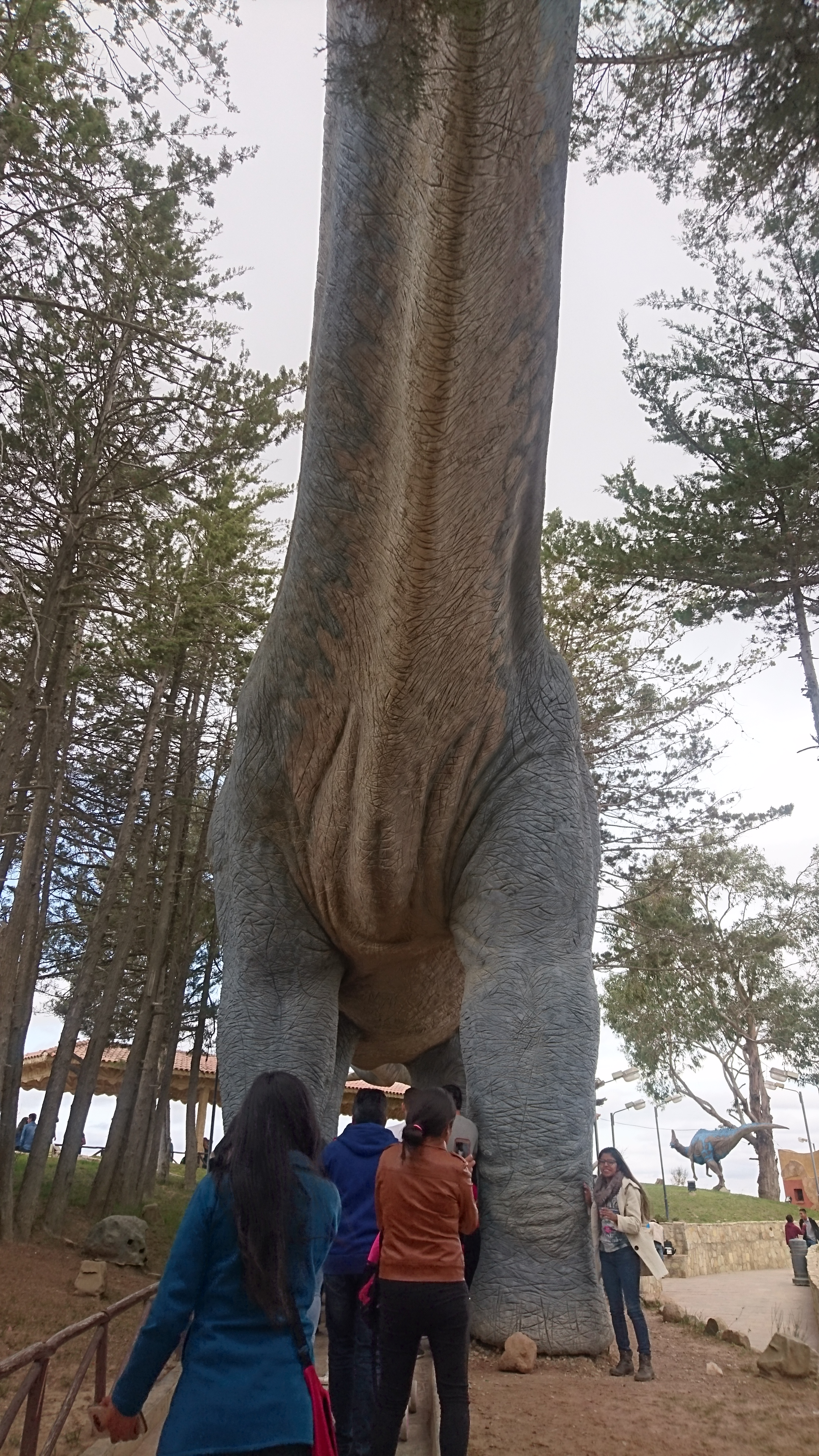
Paseo entre dinosaurios.

### Mirador
En la parte más alta se halla un mirador desde el cual se puede observar una parte del amplio farallón que contiene las pisadas de dinosaurio, el mirador ofrece la posibilidad de usar largavistas para observar en detalle las pisadas.